# Scirtes plagiatus
Scirtes plagiatus là một loài bọ cánh cứng trong họ Scirtidae. Loài này được Schaeffer miêu tả khoa học năm 1906.